# Herman II Uczony
Herman II Uczony (ur. 1341; zm. 24 maja 1413) był landgrafem Hesji w latach 1376–1413.
Urodził się na zamku Grebenstein jako syn Ludwika Junkra, syna Ottona I i Adelajdy von Ravensberg. Początkowo był przeznaczony do kariery duchownej. Studiował w Paryżu i Pradze. Po śmierci brata stryjecznego Ottona Młodszego (1322–1366), został następcą jego ojca Henryka II Żelaznego. Henryk Żelazny ustanowił Hermana współrządcą w roku 1367.
Herman był dwukrotnie żonaty. Jego pierwszą żoną była Joanna, hrabina Nassau-Weilburga; małżeństwo to było bezdzietne. Herman po raz drugi ożenił się w roku 1383 z Małgorzatą (1367-1406), hrabiną Norymbergi-Zollern, córką Fryderyka V i Elżbiety Miśnieńskiej 1329-1375).
Herman i Małgorzata mieli ośmioro dzieci:
- Annę (1385–1386)
- Henryka (1387–1394)
- Elżbietę (1388–1394).
- Małgorzatę (1389–1446), żonę Henryka Spokojnego, księcia Brunszwiku-Lüneburgu
- Agnieszkę (1391–1471), żonę Ottona II, księcia Brunszwiku-Getyngi
- Hermanna (1396–1406)
- Fryderyka (1398–1402)
- Ludwika (1402–1458), późniejszego landgrafa Hesji